# Keith Carpenter
Keith H. Carpenter est un joueur canadien de tennis, né le 3 août 1941.

## Palmarès
- US Open : huitième de finaliste en 1965
- Il représente son pays en Coupe Davis de 1963 à 1968 en simple et double lors de 7 rencontres.
- Vainqueur du tournoi du Canada en double en 1966.

## Biographie
Joueur de tennis de 1959 à 1977.
Il a une compagnie de construction de court de tennis qui se nomme Tennex Systems Inc.